# Xylocopa ruficornis
Xylocopa ruficornis är en biart som beskrevs av Fabricius 1804. Xylocopa ruficornis ingår i släktet snickarbin, och familjen långtungebin. Inga underarter finns listade i Catalogue of Life.